# Shangzhai-Kultur
Die Shangzhai-Kultur (chinesisch 上宅文化, Pinyin Shangzhai wenhua) ist eine in den frühen 1980er Jahren entdeckte neolithische Kultur, die im Stadtbezirk Pinggu (dem früheren Kreis) im Osten der chinesischen Hauptstadt Peking am Reservoir des Jinhai-Sees (金海湖) entdeckt wurde. Die namensgebende Stätte befindet sich etwa 18 km östlich von Pinggu. Die Funde befinden sich in der Shangzhai-Kultur-Ausstellungshalle (Shangzhai wenhua chenlieguan) im Tourismusgebiet von Pinggu in der Gemeinde Hanzhuang (韩庄乡).
Die Stätte der Shangzhai-Kultur steht seit 2019 auf der nationalen chinesischen Denkmalsliste.